# Fjaðrárgljúfur
Fjaðrárgljúfur je soutěska islandské řeky Fjaðrá, která je přítokem řeky Skaftá. Nachází se na území obce Skaftárhreppur v regionu Suðurland a patří ke Geoparku Katla. Dosahuje délky dvou kilometrů a maximální hloubky 100 metrů, má nadmořskou výšku 114 metrů. Soutěsku vymlela voda v palagonitových skalách na konci poslední doby ledové, na řece se nacházejí vodopády. V blízkosti kaňonu vede silnice Hringvegur a pro návštěvníky byla vybudována vyhlídková plošina.
Lokalita byla využita k natáčení seriálu Hra o trůny a videoklipů k písním „Jumpsuit“ od Twenty One Pilots a „I'll Show You“ od Justina Biebera. Následoval rostoucí zájem turistů a za rok 2018 sem přišlo rekordních 300 000 návštěvníků. Islandské úřady se v obavách o poškození okolní vegetace rozhodly omezit přístup ke kaňonu na pět týdnů v roce.